# Варюшино (Николаевская область)
Варюшино (укр. Варюшине) — село в Веселиновском районе Николаевской области Украины.
Основано в 1952 году. Население по переписи 2001 года составляло 681 человек. Почтовый индекс — 57047. Телефонный код — 5163. Занимает площадь 1,047 км².

## Местный совет
57047, Николаевская обл., Веселиновский р-н, с. Варюшино, ул. Рассветная, 12